# Empire Vale
Empire Vale est une localité australienne située dans la zone d'administration locale du Comté de Ballina, dans la région des Rivières du Nord dans l'État de Nouvelle-Galles du Sud, en Australie.
Empire Vale se trouve le long de la côte de l'océan Pacifique, au sud de Ballina, au nord de Wardell Est et à l'est de Pimlico.
La population s'élevait à 173 habitants en 2016.